# Евъваям
Евъваям (Еуваям) — река на северо-востоке полуострова Камчатка. Протекает по территории Олюторского района Камчатского края.
Согласно ранним данным, Евъваям выше озера Ивтылгытгын, через которое он протекает, носил название Усъвуваям (с коряк. — «поперечная река»), исчисляемая длина составляла 43 км. Согласно картографическим сведениям и данным ГКГН, Евъваям берёт исток с северных склонов ледника Евъваямский хребта Малиновского, протекает в широтном направлении, в верховьях последовательно через озёра Гырголгытгын и Ивтылгытгын. Усъвуваям в свою очередь теперь считается правым притоком.
Впадает в залив Корфа Берингова моря.
Происхождение гидронима лингвистами не установлено.

## Данные водного реестра
По данным государственного водного реестра России относится к Анадыро-Колымскому бассейновому округу. Код объекта в государственном водном реестре — 19060000212120000006349.